# Vernon (Texas)
Vernon es una ciudad ubicada en el condado de Wilbarger, Texas, Estados Unidos. Tiene una población estimada, a mediados de 2022, de 9745 habitantes.
Es la sede del condado.

## Geografía
Según la Oficina del Censo de los Estados Unidos, la localidad tiene una superficie total de 20.46 km², de los cuales 20.44 km² corresponden a tierra firme y 0.02 km² están cubiertos de agua.

## Demografía

### Censo de 2020
Según el censo de 2020, en ese momento la ciudad tenía una población de 10 078 habitantes. La densidad de población era de 493.05 hab./km².
| Raza                   | Núm.   | Porc.   |
| ---------------------- | ------ | ------- |
| Blancos                | 5884   | 58.38%  |
| Afroamericanos         | 863    | 8.56%   |
| Amerindios             | 157    | 1.56%   |
| Asiáticos              | 543    | 5.39%   |
| De otras razas         | 1459   | 14.48%  |
| De una mezcla de razas | 1172   | 11.63%  |
| Total                  | 10 078 | 100.00% |

Del total de la población, el 32.18% eran hispanos o latinos de cualquier raza.

## Personalidades destacadas
- Roy Orbison, legendario cantautor y guitarrista, uno de los pioneros del rock and roll, nació en la ciudad.